# Golfe nos Jogos Insulares de 2023
O torneio de golfe nos Jogos Insulares de 2023 foi realizado em Lé Vale, Guernsey, entre os dias 11 e 14 de julho. Foram realizados um total de quatro eventos: individual masculino e feminino e equipes masculina e feminina. As partidas ocorreram no L’ancresse Golf Club e no Royal Guernsey Golf Club.

## Participantes
- Åland
- Alderney
- Anglesey
- Bermuda
- Frøya
- Gotland
- Groelândia
- Guernsey (Anfitrião)
- Hitra
- Ilha de Man
- Ilha de Wight
- Ilhas Cayman
- Ilhas Faroé
- Ilhas Malvinas
- Ilhas Ocidentais
- Jersey
- Minorca
- Orkney
- Saaremaa
- Santa Helena
- Shetland

## Sedes
| Estádio                  | Localidade |
| ------------------------ | ---------- |
| L’ancresse Golf Club     | Lé Vale    |
| Royal Guernsey Golf Club | Lé Vale    |

## Medalhistas
| Evento               | Ouro                                                                  | Prata                                                         | Bronze                                                               |
| -------------------- | --------------------------------------------------------------------- | ------------------------------------------------------------- | -------------------------------------------------------------------- |
| Masculino individual | Josef Hacker Jersey                                                   | Jamie Blondel Guernsey                                        | Jeremy Nicolle Guernsey                                              |
| Feminino individual  | Ebonie Cox Bermuda                                                    | Flora Keites Jersey                                           | Christella Winzell Gotland                                           |
| Equipe masculina     | Daniel Blondel Jamie Blondel Jeremy Nicolle Thomas Pattimore Guernsey | Alex Guelpa Josef Hacker Joshua Ozard Matthew Parkman Jersey  | Daryl Callister James Arneil Liam Cowin Robert Noon Ilha de Man      |
| Equipe feminina      | Anabelle Lucas-Villar Flora Keites Hannah Scriven Helen Lagadu Jersey | Ann Symonds Ebonie Cox Kimberly Botelho Tracy Burgess Bermuda | Christella Winzell Lina Billing Lina Svegsjö Linda Helledaij Gotland |

## Quadro de medalhas
Atualizado em 29 de julho de 2023
| Pos                | Equipe             | Ouro | Prata | Bronze | Total |
| 1                  | Jersey             | 2    | 2     | 0      | 4     |
| 2                  | Guernsey           | 1    | 1     | 1      | 3     |
| 3                  | Bermuda            | 1    | 1     | 0      | 2     |
| 4                  | Gotland            | 0    | 0     | 2      | 2     |
| 5                  | Ilha de Man        | 0    | 0     | 1      | 1     |
| Totais (5 Equipes) | Totais (5 Equipes) | 4    | 4     | 4      | 12    |